# Meidling
Meidling ist der 12. Wiener Gemeindebezirk und liegt südwestlich des Stadtzentrums.

## Geografie

### Lage
Der Bezirk wird wie folgt begrenzt:
- Norden: Rudolfsheim-Fünfhaus (15. Bezirk) und Mariahilf (6. Bezirk), Grenze: Wienfluss, rechtes, südliches Ufer
- Osten: Margareten (5. Bezirk) und Favoriten (10. Bezirk), Grenze: Gaudenzdorfer Gürtel, östlicher Fahrbahnrand, Frachtenbahnhof Matzleinsdorf, nördlicher Rand Richtung Westen, Längenfeldgasse, Karplusgasse, Unter-Meidlinger Straße, Köglergasse, Wienerbergstraße, Eibesbrunnergasse, Donauländebahn, Gutheil-Schoder-Gasse
- Süden: Liesing (23. Bezirk), Grenze: Wundtgasse, Emil-Behring-Weg, Bundesanstalt für Virusseuchenbekämpfung (südlicher Rand), Südbahn, nordwestlicher Bahndammrand, Kirchfeldgasse, Altmannsdorfer Straße, Südosttangente (A23)
- Westen: Hietzing (13. Bezirk) Grenze: Grünbergstraße, Gaßmannstraße, Am Fasangarten, Elisabethallee, Klimtgasse, Hetzendorfer Straße, Atzgersdorfer Straße

Der 12. Bezirk liegt im Südwesten Wiens, etwa 5 bis 10 km von der Inneren Stadt entfernt. Topografisch erstreckt er sich vom Wiental südlich des Wienflusses in die Ebene zwischen dem Wienerberg im 10. Bezirk und dem Grünen Berg, dem Schlosshügel von Schönbrunn, im 13. Bezirk.

### Flächennutzung und Gewässer
Das bedeutendste Gewässer des 12. Wiener Gemeindebezirks ist der Wienfluss, welcher von den Bezirken Hietzing und Penzing kommend der Bezirksgrenze zu Rudolfsheim-Fünfhaus entlang rinnt.
Ungefähr ein Prozent der Bezirksfläche von Meidling wird von Spielplätzen eingenommen. Dies ist der höchste Wert aller Wiener Bezirke. Mehr als 13 % der Bezirksfläche sind Grünflächen.

### Name des Bezirks
Der Name Meidling ist in der Form "Murlingen" um 1140 und als "Meverlingen" 1258 urkundlich nachweisbar (etymologisch "bei den Leuten, die an der kleinen Mauer wohnen" [-ing-Ableitung vom Diminutiv zu mittelhochdeutsch můre, Mauer]), doch dürfte der Ort bereits um 1000 bestanden haben.

### Bezirksteile
Der Bezirk besteht im Wesentlichen aus:
- dicht verbauten Arbeitervierteln, die näher zur Innenstadt liegen: die 1806 in Obermeidling und Untermeidling geteilte Siedlung Meidling (am Wienfluss) und das 1819 davon abgetrennte Gaudenzdorf,
- lockerer verbauten ehemaligen Dörfern mit herrschaftlichem Schloss, die südwestlich anschließen: Hetzendorf und Altmannsdorf, Letzteres als gemischtes Industrie- und Wohngebiet bis zum nördlichen Abhang des Liesingtals, wo sich die Mischstruktur im 23. Bezirk fortsetzt.

Dazwischen verlaufen die Ausläufer des Wienerbergs mit seinen geologisch jungen Strandterrassen und Ziegelgruben.
Neben den Katastralgemeinden Altmannsdorf, Gaudenzdorf, Hetzendorf und Meidling (Obermeidling und Untermeidling) befinden sich auch kleine Teilgebiete der Katastralgemeinden Atzgersdorf, Inzersdorf und Inzersdorf-Stadt im Meidlinger Bezirksgebiet. Das 1907 angegliederte Neumargareten gehört dagegen seither auch grundbüchlich zur Katastralgemeinde Meidling.
Eine Gliederung des Bezirksgebiets besteht ferner in den Zählbezirken der amtlichen Statistik, in denen die Zählsprengel des Gemeindebezirks zusammengefasst sind. Die elf Zählbezirke in Meidling sind Gaudenzdorf, Fuchsenfeld, Meidlinger Friedhof, Wilhelmsdorf, Meidlinger Hauptstraße, Tivoligasse, Gatterhölzl, Oswaldgasse, Am Schöpfwerk, Altmannsdorf und Hetzendorf. Trotz teilweiser Namensgleichheit stimmen die Grenzen der Zählbezirke nicht mit jenen der Katastralgemeinden überein.

## Wappen
Das Bezirkswappen von Meidling setzt sich aus fünf Teilen zusammen.
- Der Herzschild im Zentrum steht für den Bezirksteil Untermeidling. Er zeigt eine aus den Wellen wachsende Nymphe mit silbernen, blau verzierten Kannen. Sie weist damit auf die Bedeutung des Wienflusses und die Heilquellen des Gebiets hin. Darunter befindet sich ein quaderförmiger, römischer Altarstein, der 1853 gefunden wurde.
- Der vom Betrachter aus gesehene linke (heraldisch rechte) obere Wappenteil zeigt den heiligen Johannes Nepomuk, der als Patron der Pfarrkirche den Bezirksteil Gaudenzdorf repräsentiert. Er steht vor einer silbernen Brücke auf blauem Fuß. Da Johannes Nepomuk der Schutzpatron gegen Überschwemmungen ist, deutet er auf die Bedrohung des Gebiets vor der Wienflussregulierung hin.
- Der rechte obere Wappenteil steht für den Bezirksteil Hetzendorf und zeigt das Kreuz des Deutschen Ritterordens. Dieser hatte ab 1456 die Grundherrschaft des Gebietes inne.
- Der linke untere Wappenteil steht für den Bezirksteil Obermeidling. Er zeigt im oberen Teil ein goldenes Mühlrad als Symbol für die früher hier situierten Mühlenbetriebe. Darunter steht ein grüner Berg mit den Symbolen eines Halbmonds und eines goldenen sechszackigen Sterns für die einstige Bedeutung des Weinbaus.
- Der rechte untere Wappenteil steht schließlich für den Bezirksteil Altmannsdorf. Es zeigt einen schwarzen Raben mit einem goldenen Ring im Schnabel. Er steht für die Brautwerbung König Oswalds von England, des Patrons der Altmannsdorfer Pfarrkirche. Das Altmannsdorfer Wappen findet man auch am Haus Khleslplatz 2; diesem Wappen hat die Witterung schon arg zugesetzt.

## Geschichte
Unter dem Namen Murlingen ist der Ort Meidling schon seit dem Jahr 1104 nachweisbar. Ursprünglich gehörte der Grund zum Großteil dem Stift Klosterneuburg. Im Mittelalter wurde in Meidling hauptsächlich Feld- und Weinbau betrieben. 1755 entdeckte man eine schwefelhaltige Quelle, woraufhin die Gegend um das Theresienbad zu einem beliebten Ausflugsziel für die Wiener wurde. Am Ende des 18. Jahrhunderts siedelte sich immer mehr Industrie an, was den Charakter des Ortes völlig änderte. Dies führte 1806 zur Teilung der inzwischen schon recht groß gewordenen Gemeinde in Obermeidling und Untermeidling. In Untermeidling entwickelte sich auf altem Ziegelei-Gelände eine eigene Siedlung, die 1846 unter dem Namen Wilhelmsdorf abgetrennt wurde. 1819 entstand entlang des Linienwalls, an dessen Stelle um 1900 der Gürtel als mehrere Bezirke verbindende Hauptstraße entstand, der Vorort Gaudenzdorf, in dem sich wegen der Lage an der Wien zahlreiche Färber, Gerber und Wäscher ansiedelten.
Der Ort Altmannsdorf wurde 1314 zum ersten Mal urkundlich erwähnt und hatte lange Zeit ländlichen Charakter. 1190 kam es zur Erstnennung von Hetzendorf, nach dem Henricus von Hetzendorf es als landesfürstlichen Lehen erhalten hatte. Später kam es in den Besitz des Stiftes Klosterneuburgs und des Deutschen Ritterordens. Im 18. Jahrhundert entwickelte sich der Ort zu einer Villensiedlung.
Mit 1. Jänner 1892 wurden alle diese Gemeinden zum 12. Wiener Gemeindebezirk Meidling vereinigt, der einen typischen Arbeiterbezirk darstellte. Der Wienfluss wurde 1895–1900 reguliert (siehe auch: Rechte Wienzeile), der Linienwall beim Gürtel ab 1894 abgetragen. 1907 wurde Neumargareten, der Teil des 5. Bezirks westlich des Gürtels, in den 12. Bezirk transferiert.
1898 wurde der Bezirk mit der Station Meidling Hauptstraße an das Netz der Wiener Dampfstadtbahn angeschlossen, die wiederum 1925 von der Wiener Elektrischen Stadtbahn abgelöst wurde.
1909 bis 1920 lebte Hermine Santrouschitz als Kind in armen Verhältnissen in Meidling. Sie wurde später als Miep Gies bekannt und war in Holland die wesentlichste Helferin der vom Nationalsozialismus bedrohten Anne Frank, deren Tagebuch sie rettete.
Seit 1980 verkehrt statt der Stadtbahn die U-Bahn-Linie U4 nach Meidling. Seit 1989 sind die neuen U-Bahn-Stationen Längenfeldgasse (Linien U4 und Linie U6), Niederhofstraße und Bahnhof Meidling (bis 2013 Philadelphiabrücke), beide U6, in Betrieb, 1995 kamen die Stationen Tscherttegasse und Am Schöpfwerk dazu, als die Straßenbahnlinie 64 nach Siebenhirten (23. Bezirk) auf U6-Betrieb umgestellt wurde.
Im Straßenverkehr wurde bis 1978 der so genannte Altmannsdorfer Ast der Südosttangente (A23) gebaut, der von der Altmannsdorfer Straße die Zufahrt zur Südautobahn A2 und zur Tangente Richtung Nordosten ermöglicht. Die Meidlinger Hauptstraße wurde 1994 als Fußgängerzone eröffnet.
Die westlich und südlich des Bahnhofs Wien Meidling befindlichen Gleisanlagen der ÖBB wurden für Schnellverkehr erweitert und umgebaut, da seit 2012 die Gleise des Lainzer Tunnels in diesen Bahnhof und die angeschlossene Donauländebahn führen.
Im Bereich des Gürtels entstanden in den 1920er Jahren viele, „Gemeindebauten“ genannte, kommunale Wohnhausanlagen. Die Gebiete von Hetzendorf und Altmannsdorf blieben ländlich geprägt, doch entstanden in der Zeit des Roten Wiens Reihenhaussiedlungen und nach dem Zweiten Weltkrieg ausgedehnte Wohnhausanlagen.
In den 1990er Jahren kam es zu mehreren kleinen Änderungen bei den Bezirksgrenzen. Die Grenze zum Gemeindebezirk Favoriten wurde 1995 im Bereich der Wienerbergstraße und 1999 beim Frachtenbahnhof Matzleinsdorf verschoben. Der Grenzverlauf zum Gemeindebezirk Liesing wurde wie folgt geändert: 1995 im Bereich Am Schöpfwerk und im Bereich Wilhelm-Erben-Gasse sowie 1997 am Rosenhügel im Bereich Emil-Behring-Weg und Wundtgasse. Betroffen von diesen Grenzänderungen waren neben Verkehrsflächen vor allem einzelne Wohnhäuser, Kleingartensiedlungen und ein großes Lehrlingsheim in der Kundratstraße, das an Favoriten fiel.

## Bevölkerung
Bevölkerungsentwicklung
Quelle: Statistik.at

### Bevölkerungsentwicklung
Der heutige Bezirksgebiet von Meidling umfasste 1869 nur rund 30.000 Einwohner. Durch den permanenten Zuzug von Menschen nach Wien und die angrenzenden Gemeinden hatte sich die Bevölkerung bis zur Eingemeindung 1892 bereits verdoppelt. Das Bevölkerungswachstum setzte sich bis zum Beginn des Ersten Weltkriegs fort, sodass der Bezirk 1910 106.531 Einwohner umfasste. Nach einem leichten Rückgang nach dem Ersten Weltkrieg erreichte der Bezirk 1934 mit 109.538 Einwohnern seine höchste Bevölkerungszahl. In der Folge nahmen die Bevölkerungszahlen deutlich ab, und stabilisierten sich nach einer kurzen Erholung in den 1960er Jahren ab den 1980er Jahren bei einem Wert knapp unter 80.000 Einwohnern. Erst nach der Jahrtausendwende begann die Bezirksbevölkerung im wienweiten Trend wieder zu wachsen. Anfang 2015 lag die Einwohnerzahl bei 92.092 Menschen.

### Bevölkerungsstruktur
Die Altersstruktur der Meidlinger Bevölkerung wich 2001 kaum vom Wiener Durchschnitt ab. Die Zahl der Kinder unter 15 Jahren lag mit 14,8 % im Bereich Gesamtwiens (14,7 %). Auch der Anteil der Bevölkerung zwischen 15 und 59 Jahren lag mit 63,0 % (Wien: 63,6 %) im durchschnittlichen Rahmen. Der Anteil der Menschen im Alter von 60 oder mehr betrug 2001 22,2 % (Wien: 21,7 %). Die Geschlechterverteilung lag im Bezirksgebiet bei 46,8 % Männern und 53,2 % Frauen, die Anzahl der verheirateten Meidlinger war mit einem Anteil von 40,7 % gegenüber 41,2 % nur leicht unter dem Durchschnitt Wiens.

### Herkunft und Sprache
Der Anteil der ausländischen Bezirkseinwohner lag 2005 bei 20,2 % (Wien: 18,7 %), und weist gegenüber 2001 (16,5 %) wie im gesamten Bundesland eine steigende Tendenz auf. Den höchsten Anteil der Ausländer stellten 2005 mit rund 5,7 % Anteil an der Bezirksbevölkerung Staatsbürger aus Serbien und Montenegro. Weitere 3,1 % waren türkische, 1,5 % bosnische, 1,4 % polnische und 1,2 % kroatische Staatsbürger. Insgesamt waren 2001 24,4 % der Meidlinger Bevölkerung nicht in Österreich geboren worden. 7,7 % sprachen daher als Umgangssprache Serbisch, 5,9 % Türkisch und 2,7 % Kroatisch.

### Religionsbekenntnis
Das Religionsbekenntnis der Bevölkerung im Bezirk Meidling lag 2001 weitgehend im Durchschnitt Wiens, wenngleich der Anteil der Bewohner mit römisch-katholischem Bekenntnis mit 47,0 % knapp unter dem Gemeindeschnitt von 49,2 % war. Es gibt im Gemeindebezirk acht römisch-katholische Pfarren, die das Stadtdekanat 12 bilden. Demgegenüber lagen der Anteil der Menschen mit islamischem Glauben mit 9,5 % und der Anteil der Bevölkerung mit orthodoxem Bekenntnis mit 7,2 % über dem Durchschnitt. Der Anteil der evangelischen Gläubigen lag bei 4,1 %, 25,8 % gehörten keiner Religionsgemeinschaft an. Weitere 6,4 % hatten kein oder ein anderes Religionsbekenntnis angegeben.

## Politik
| Bezirksvorsteher seit 1945 | Bezirksvorsteher seit 1945 |
| -------------------------- | -------------------------- |
| Elias Terlecki (KPÖ)       | 1945–1946                  |
| August Fürst (SPÖ)         | 1946–1959                  |
| Wilhelm Hradil (SPÖ)       | 1959–1976                  |
| Kurt Neiger (SPÖ)          | 1976–1991                  |
| Franz Rupaner (SPÖ)        | 1991–1995                  |
| Herbert Hezucky (SPÖ)      | 1995–2003                  |
| Gabriele Votava (SPÖ)      | 2003–2019                  |
| Wilfried Zankl (SPÖ)       | 2019–                      |

Als Arbeiterbezirk ist Meidling politisch traditionell von der SPÖ geprägt, die seit 1946 durchgehend den Bezirksvorsteher stellt. Oftmals erreichte die SPÖ in Meidling auch die absolute Stimmenmehrheit. Die ÖVP war in Meidling ab 1946 durchgehend die zweitstärkste Partei. Erst 1991 wurde die ÖVP von der aufsteigenden FPÖ überflügelt, die 1996 nach einem Zugewinn von 8,5 % auch die absolute Stimmenmehrheit der SPÖ brach. Die FPÖ büßte jedoch ihre gesamten Gewinne bereits bei den Wahlen 2001 ein und fiel sogar hinter das Ergebnis von 1991 zurück. Dieser Rückgang setzte sich auch 2005 fort, allerdings in geringerem Ausmaß. Nur knapp konnte die FPÖ dabei vor der ÖVP bleiben, die ebenso wie die FPÖ 15,5 % erreichte. Die SPÖ gewann 2005 noch einmal die absolute Stimmenmehrheit, verlor diese aber 2010 wieder. Die FPÖ legte 2010 wieder deutlich zu und erreichte 2015 mit 29,8 % der Stimmen sogar ihr bis dahin bestes Ergebnis. 2020 konnte die SPÖ rund 3 Prozent zulegen, während die FPÖ 23 Prozentpunkte verlor. Dies nützte der ÖVP, welche vom 4. auf den 2. Platz sprang und 9 Prozent zugewinnen konnte.
Für die Wahl im Jahr 2025 wurden die Sitze in der Bezirksvertretung aufgrund des Bevölkerungswachstums der letzten Jahre von 58 auf 60 Sitze erhöht. Dabei stellt die SPÖ 25 Mandatare (−1), die FPÖ 11 Mandatare (+8), die Grünen 10 Mandatare (+1), die ÖVP 5 Mandatare (−5), die NEOS 4 Mandatare (+1), die KPÖ 3 Mandatare (+2) und das Pro Hetzendorf 2 Mandatare (+1). Die Parteien HC, SÖZ, HERZ und STRACHE konnten bei der Wahl keine Sitze stellen, aufgrund mangelnden Stimmen. Die Wahlbeteiligung bei der Bezirksvertretungswahl 2025 lag bei 49,18 %.
| Jahr | SPÖ  | ÖVP  | FPÖ  | Grüne | NEOS/LIF | KPÖ | PH    | Sonstige | Wahlbeteiligung |
| ---- | ---- | ---- | ---- | ----- | -------- | --- | ----- | -------- | --------------- |
| 1991 | 50,9 | 17,2 | 21,5 | 7,7   | n. k.    | 0,9 | n. k. | 2,7      | 64,54 %         |
| 1996 | 39,9 | 14,0 | 28,7 | 8,3   | 6,6      | 0,6 | n. k. | 2,5      | 66,54 %         |
| 2001 | 48,6 | 14,3 | 19,9 | 11,2  | 2,5      | 0,8 | 2,7   | 0,0      | 64,33 %         |
| 2005 | 50,9 | 15,5 | 15,5 | 13,1  | 0,5      | 1,4 | 1,9   | 1,2      | 57,05 %         |
| 2010 | 44,4 | 11,4 | 25,4 | 13,0  | 0,7      | 1,3 | 2,4   | 1,4      | 60,26 %         |
| 2015 | 38,8 | 8,3  | 29,8 | 12,7  | 4,7      | 1,6 | 2,1   | 2,0      | 62,44 %         |
| 2020 | 42,0 | 16,9 | 6,9  | 15,9  | 5,8      | 2,5 | 3,1   | 7,0      | 52,30 %         |
| 2025 | 39,1 | 7,8  | 17,7 | 16,9  | 7,4      | 5,1 | 3,5   | 2,6      | 49,18 %         |

## Kultur und Sehenswürdigkeiten

### Bauwerke

#### Sakralbauten

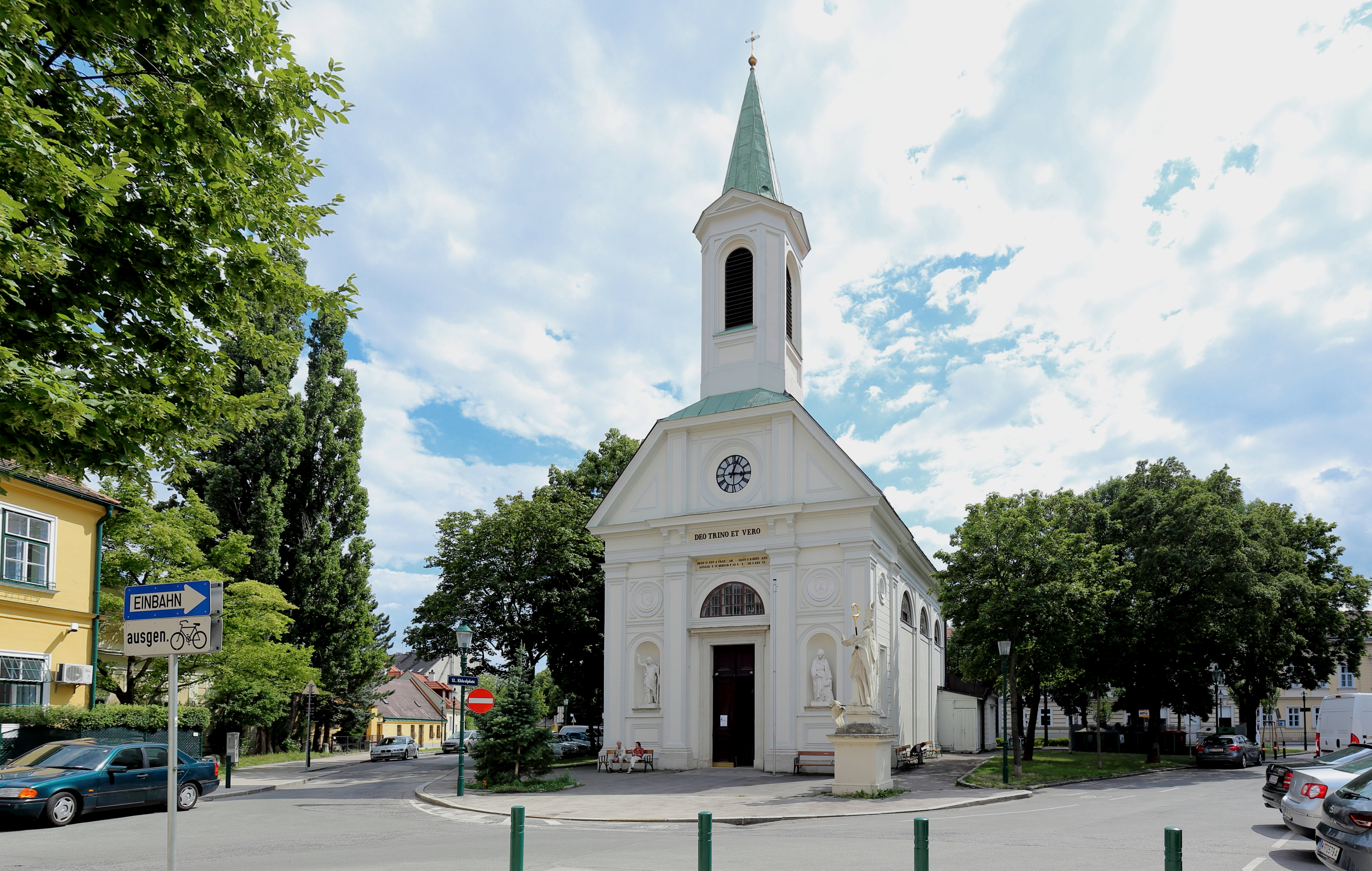
Khleslplatz mit Altmannsdorfer Kirche

- Hetzendorfer Kirche („Rosenkranzkirche“), neuromanisch, mit drei Gemälden von Ernst Fuchs
- Gatterhölzlkirche, ein ungewöhnlicher Rundbau von Ladislaus Hruska (1959)
- Altmannsdorfer Kirche am Khleslplatz, älteste Kirche des Bezirks (1838/39)
- Kirche Maria Empfängnis (1949–53) von Helene Koller-Buchwieser und Hans Steineder
- Kirche Namen Jesu (1950) von Josef Vytiska
- Klosterkirche der Kreuzschwestern in der Murlingengasse
- Marianneum in Hetzendorf
- Meidlinger Pfarrkirche zum hl. Johannes von Nepomuk, Migazziplatz
- Maria Lourdes in der Haschkagasse
- Kirche Am Schöpfwerk
- Kirche am Wege, evangelische Pfarrkirche Hetzendorf
- Schieferlkreuz
- Wilhelmsdorfer Kapelle
- Annenkapelle, auch Sageder-Kapelle genannt
- Schlosskirche Hetzendorf (Hlgst. Dreifaltigkeit (Patrozinium); Kaiser-Karl-Gedächtniskirche) im Schloss Hetzendorf

#### Schlösser und Villen
- Schloss Altmannsdorf (beherbergte das Renner-Institut, eine Ausbildungsstätte der SPÖ)
- Schloss Hetzendorf (beherbergt die Modeschule Wien in Schloss Hetzendorf)
- Springer-Schlössl (jetzt ein Seminarhotel der ÖVP, wurde 1887 von den Bauunternehmern Fellner und Helmer erbaut)

#### Öffentliche Großbauten
- Bahnhof Wien Meidling, bis 2009 umgebaut und modernisiert
- Hans-Mandl-Berufsschule
- Meidlinger Trainkaserne
- Theresienbad
- Umspannwerk Süd
- Unfallkrankenhaus Meidling
- Heckenast-Burian-Kaserne des Bundesheeres

#### Wohn- und Industriebauten

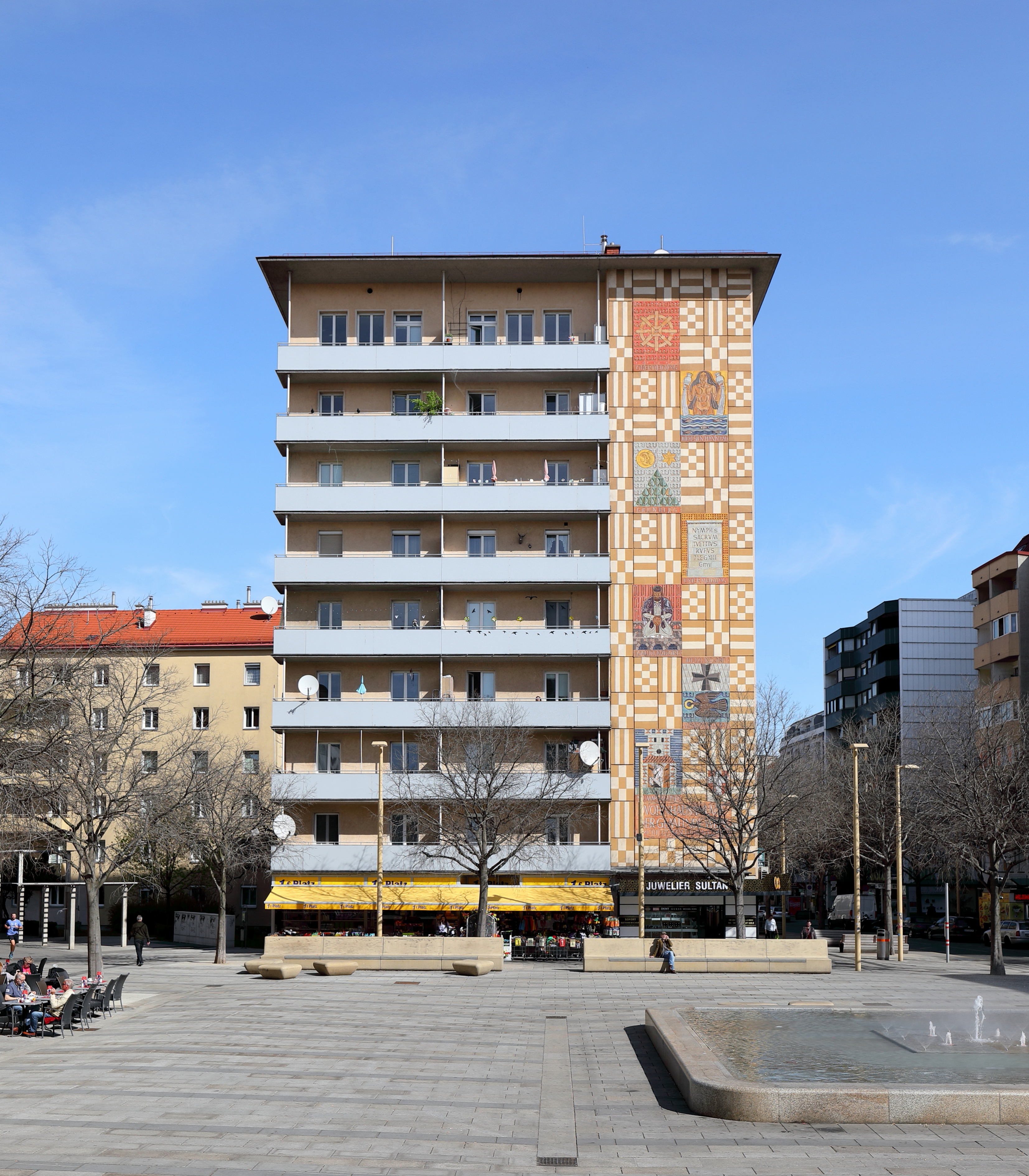
Hochhaus der Wohnhausanlage August-Fürst-Hof am Meidlinger Platzl mit „Wappenmajoliken“

Siehe auch: Liste Wiener Gemeindebauten/Meidling
- Kabelwerk Wien-Meidling, ehemalige Kabelfabrik („Kabel- und Drahtwerke AG“)
- Wohnhausanlage Fuchsenfeldhof (1921–24) von Heinrich Schmid und Hermann Aichinger
- Wohnhausanlage Reismannhof (1924–25) von Heinrich Schmid und Hermann Aichinger
- Wohnhausanlage Bebelhof (1925–26) von Karl Ehn
- Wohnhausanlage Am Wienerberg (1925–27) von Rudolf Perco u. a.
- Wohnhausanlage Liebknechthof (1926–27) von Karl Krist
- Wohnhausanlage Lorenshof (1927–28) von Otto Prutscher
- Wohnhausanlage Am Tivoli (1927–28) von Wilhelm Peterle
- Wohnhausanlage Simonyhof (1927–28) von Leopold Simony
- Wohnhausanlage Fröhlichhof (1928–29) von Engelbert Mang
- Wohnhausanlage Haydnhof (1928–29) von August Hauser
- Wohnhausanlage Indianerhof (1929–31) von Camillo Fritz Discher und Karl Dirnhuber
- Wohnhausanlage Leopoldine-Glöckel-Hof (1931–32) von Josef Frank
- Wohnhausanlage Am Schöpfwerk (1976–80) von Viktor Hufnagl

#### Gedenkstätten
- Erste Grabstätte von Joseph Haydn im Haydnpark
- Stalin-Gedenktafel in der Schönbrunner Schlossstraße
- Gedenktafel für Februarkämpfer und NS-Opfer unter den Straßenbahnern der ehemaligen Remise in der Koppreitergasse/Edelsinnstraße

### Museen
- Das Bezirksmuseum Meidling ist das älteste Bezirksmuseum in Wien. Es wurde 1923 als Meidlinger Heimatmuseum gegründet und setzt seine Schwerpunkte unter anderem im Bereich des Handwerks, des Alltagslebens und der Komponisten Carl Lorens und Hermann Leopoldi.
- Das Heizungsmuseum der Stadt Wien stellt Heizungsanlagen vom 19. Jahrhundert bis in die Gegenwart aus.
- Im selben Gebäude ist das Wiener Schulmuseum untergebracht, das verschiedene Klasseneinrichtungen aus dem 20. Jahrhundert darstellt.
- Die nicht öffentlich zugängliche Modesammlung des Wien Museums verfügt über einen Bestand von über 20.000 Exponaten mit Schwerpunkt in der Damenbekleidung des 19. und 20. Jahrhunderts. Die angegliederte Spezialbibliothek ist öffentlich zugänglich.
- Das Alt-Wiener Schnapsmuseum ist auf Anfrage zu besichtigen.

### Parkanlagen und Friedhöfe
Die größte Parkanlage des Bezirksgebietes ist der (teilweise öffentlich zugängliche) Park von Schloss Hetzendorf, gefolgt vom Haydnpark mit rund 26.500 m² Fläche auf dem Gelände des ehemaligen Hundsturmer Friedhofs, der 1874 geschlossen und 1926 als Parkanlage eröffnet wurde. Vom ursprünglichen Friedhof ist lediglich der Grabstein des Komponisten Joseph Haydn erhalten.
Rund halb so groß ist der Wilhelmsdorfer Park, der wegen seiner Lage an der Deckergasse auch Deckerpark genannt wird. Bereits 1909 gab es hier eine kleine öffentliche Grünfläche, die nach der Auflösung eines Schienenlagers der Wiener Linien um 1980 erweitert und 1990 neu gestaltet wurde. In nächster Nähe liegt der etwa gleich große Steinbauerpark, der zwischen der Längenfeldgasse und der Malfattigasse liegt und 2003 nach der Errichtung einer Volksgarage neu eröffnet wurde.
Eine ähnlich große Fläche umfasst die „Stadtwildnis Gaudenzdorfer Gürtel“, eine Ruderalfläche zwischen dem Gürtel und der Linken Wienzeile. An der Bezirksgrenze zu Hietzing am Grünen Berg befindet sich die Marillenalm, ein naturnaher, großteils bewaldeter Park, der auch Obstbäume umfasst.
Kleinere Parks bestehen zudem um das Theresienbad (Theresienbadpark und Christine-Busta-Park) und an der Arndtstraße (Hermann-Leopoldi-Park). Der Hermann-Leopoldi-Park verfügt über einen Universal-Ballspielplatz, einen Volleyballplatz mit Sand, einen Kinderspielplatz und einen mediterranen Bocciaplatz.
Da das Bezirksgebiet aus mehreren ehemaligen Gemeinden besteht, existieren in Meidling heute noch mehrere der ursprünglichen Ortsfriedhöfe. Die größte Fläche nehmen dabei der Meidlinger Friedhof und der Südwestfriedhof ein. Ebenfalls in Meidling liegen der Hetzendorfer Friedhof und der Altmannsdorfer Friedhof.

### Sport
Die ersten erfolgreichen Sportler Meidlings waren die Gewichtheber des 1884 gegründeten „Ersten Meidlinger Athletenklub“, lange Zeit der erfolgreichste Gewichtheberverein Österreichs. Wilhelm Türk erreichte zehn Weltrekorde und wurde 1898 Weltmeister. 1906 gründete sich mit dem Sportclub Wacker der erste Fußballverein Meidlings. Der Verein gewann 1947 Meisterschaft und Cupfinale, wurde jedoch 1973 mit dem Verein Admira zum FC Wacker/Admira fusioniert.

## Wirtschaft und Infrastruktur

### Bildung

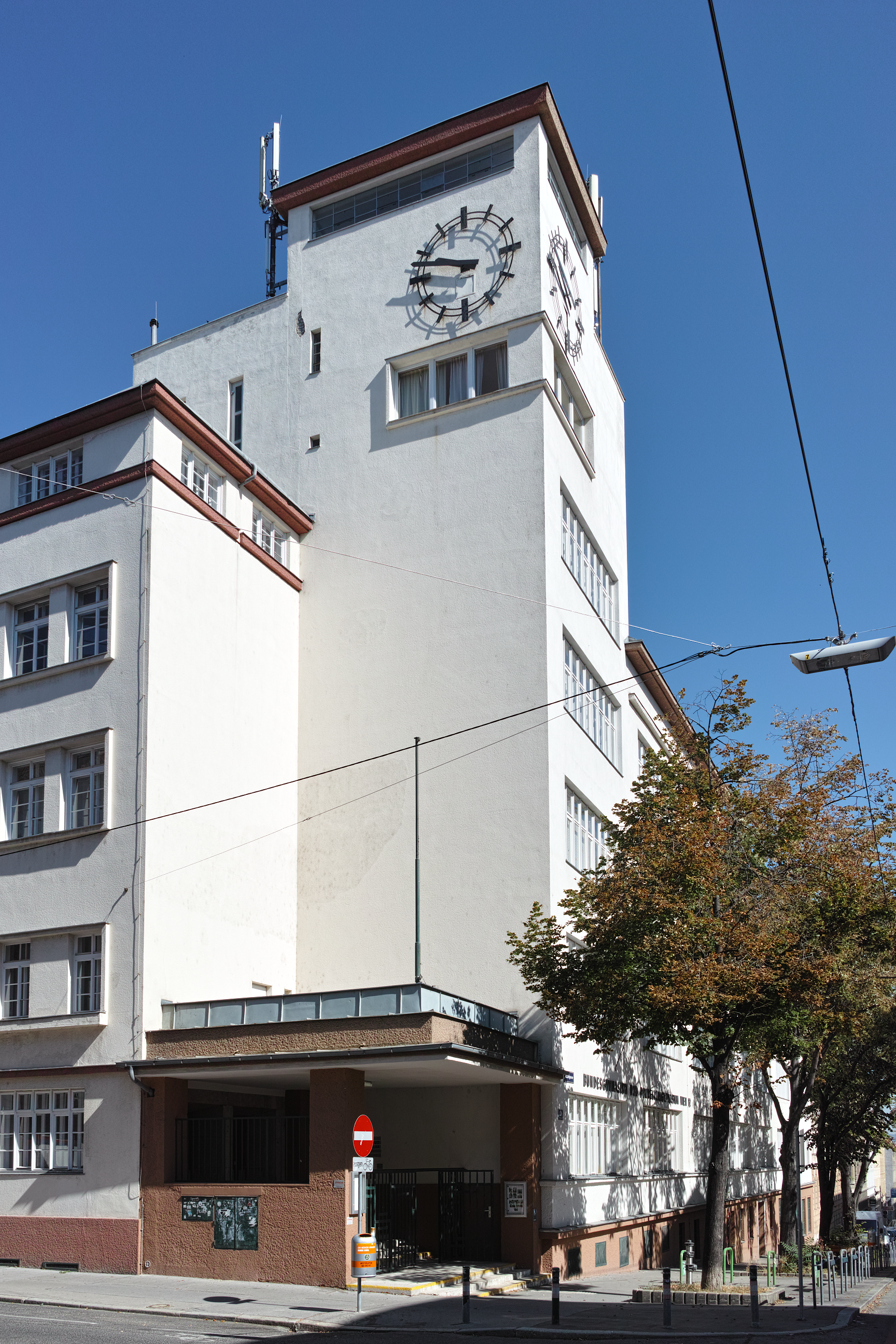
Das GRG 12 Erlgasse mit seinem charakteristischen Turm

Im Schloss Hetzendorf befindet sich die Modeschule Hetzendorf. Es gibt zwei allgemeinbildende höhere Schulen: das GRG 12 Rosasgasse genannte Gymnasium, das seit 1883 besteht und an dem der spätere Bundeskanzler Ignaz Seipel 1895, der Burgtheater-Direktor Friedrich Schreyvogl 1918, 1942 der Schriftsteller Gerhard Fritsch und 1955 der Erziehungswissenschaftler Richard Olechowski maturierten, das außerdem von Ernst Wimmer besucht wurde, und das eine der europaweit größten Tesla-Anlagen hat, und das GRG 12 Erlgasse, das seit den 1950er Jahren in einem in der Zwischenkriegszeit für den tschechischen Schulverein Komenský errichteten Schulgebäude besteht (ursprünglich waren hier eine tschechische Volks- und eine Hauptschule untergebracht) und vom späteren Bundeskanzler Österreichs Sebastian Kurz besucht wurde. Ein weiteres Gymnasium befand sich in der Singrienergasse 19–21 in Meidling; es wurde nach Inzersdorf, Draschestraße, verlegt (GRG 23 VBS).
In der Dörfelstraße 1 befindet sich die Fachschule für wirtschaftliche Berufe, die 1904 als Hauswirtschaftsschule für Mädchen gegründet wurde und nun als Fachschule Ausbildungsschwerpunkte in Gesundheit und Soziales sowie IT-Support (PC-Technik und Webdesign) hat.
In der Hetzendorfer Straße 66–68 befindet sich das International Business College Hetzendorf, das verschiedene Formen der Handelsakademie bzw. Handelsschule anbietet und mit diversen Hochschulen kooperiert. Davor befand sich an diesem Standort eine Hauptschule.

### Märkte und Einkaufszentren
Der Meidlinger Markt liegt an der Niederhofstraße, neben Marktständen und Gastronomie gibt es auch einen Bauernmarkt mit ländlichen Waren. Am südlichen Ende der Meidlinger Hauptstraße befindet sich das Einkaufszentrum Arcade Meidling, dessen Obergeschoß von einer Filiale der Büchereien Wien und einer Musikschule genutzt wird.

### Verkehr

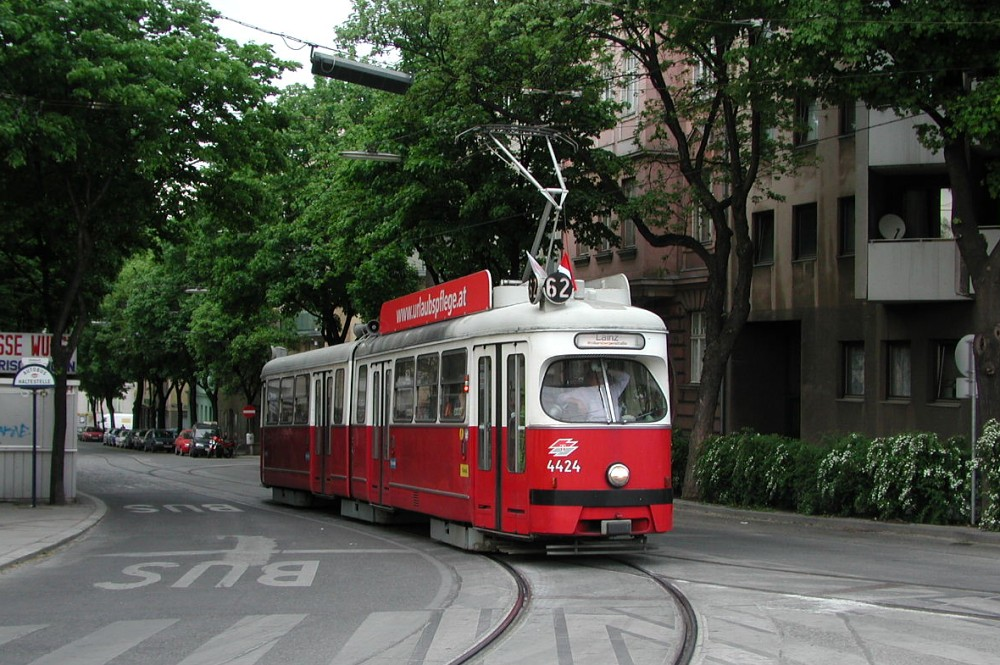
Linie 62: E 4424 in der Dörfelstraße

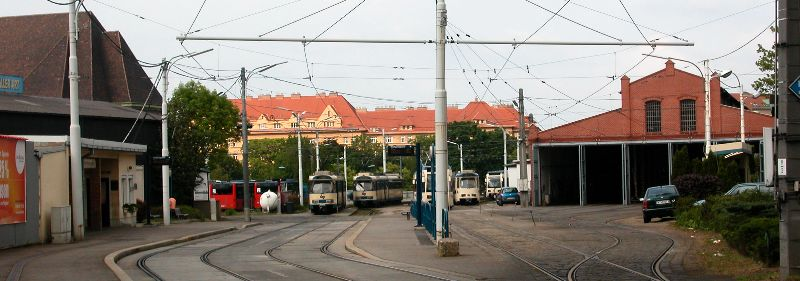
Bahnhof Wolfganggasse der WLB

Der 12. Bezirk wird derzeit von zwei U-Bahn-Linien (U4 und U6), der S-Bahn-Stammstrecke, der Straßenbahnlinie 62 und der Badner Bahn erschlossen. Die Straßenbahnlinien 6 und 18 fahren zwar schon auf der Margaretener Seite des Gürtels, sind zur Erschließung von Meidling aber dennoch wichtig. Durch den Bezirk führt die Südbahn, deren Bahnhof Wien Meidling wegen des dichten S-Bahn- und Regionalverkehrs der am stärksten frequentierte Bahnhof Österreichs ist. Er übernahm von Mitte Dezember 2009 bis Dezember 2014 wesentliche Funktionen des abgetragenen Südbahnhofs und wird seit der Fertigstellung des neuen Hauptbahnhofs gemeinsam mit diesem gesteuert. Außerdem zweigt hier die Pottendorfer Linie von der Südbahn ab. Die Donauländebahn durchquert den 12. Bezirk, allerdings sind die einstigen Haltestellen Ober Hetzendorf und Altmannsdorf nicht mehr in Betrieb. Die Südbahn hat weiters eine Station am Rand von Hetzendorf.
Im 12. Bezirk befand sich weiters bis in die 2010er Jahre der Betriebsbahnhof Wolfganggasse der Wiener Lokalbahnen, wo die Züge der Badner Bahn abgestellt und gewartet wurden. Gegenüber, in der Eichenstraße, befand sich der Sitz der Direktion der Wiener Lokalbahnen, die dann in den 23. Bezirk verlegt wurde. Bis zur westlich davon gelegenen Philadelphiabrücke nutzt die Badner Bahn Gleise der Wiener Linien, von dort an befährt sie nach Baden bei Wien einen eigenen Gleiskörper mit den Haltestellen Schöpfwerk und Gutheil-Schoder-Gasse auf Bezirksgebiet.
Der Bezirk war in seinem dicht verbauten Teil früher wesentlich stärker von Straßenbahnlinien erschlossen; in der Aßmayergasse befand sich eine große Remise. Linien sind teils auf Autobusbetrieb umgestellt, teils nach Errichtung der U6 eingestellt worden. Der bis heute bestehende Betriebsbahnhof (Remise) Hetzendorf der Wiener Linien befindet sich am westlichen Ende der Hetzendorfer Straße, allerdings bereits jenseits der Bezirksgrenze im 13. Bezirk.

## Gesundheit und Soziales
Neben zahlreichen im Bezirk niedergelassenen Ärzten der verschiedensten Fachrichtungen bestehen im Bezirksgebiet das Unfallkrankenhaus Meidling und das Rehabilitationszentrum Meidling. Letzteres ist das einzige österreichische Rehab-Zentrum für Personen mit Schädel-Hirn-Trauma (SHT). Beide Institutionen werden von der Allgemeinen Unfallversicherungsanstalt betrieben.
Weitere wichtige Adressen in Gesundheitsfragen sind das
- Bezirksgesundheitsamt im Magistratischen Bezirksamt (verschiedene Schutzimpfungen, Beratung in medizinischen Fragen, aber auch behördliche Funktionen) und die
- Elternberatungsstelle (früher Mutterberatungsstelle, Beratung zur Pflege und Betreuung des Kindes, aber auch Untersuchungen nach dem Mutter-Kind-Pass und Impfungen nach dem österreichischen Impfplan)

In dem im März 2002 eröffnete Anton-Benya-Haus auf dem Areal des ehemaligen Pfannschen Bades in der Arndtstraße 65–67 sind vor allem Einrichtungen für ältere Menschen untergebracht:
- Gesundheits- und Sozialzentrum der MA 47 – Pflege und Betreuung für die Bezirke 12, 13 und 23
- Zentrum der MA 12 Wien sozial – Zentrum für die Bezirke 12, 13 und 23
- betreute Seniorenwohngemeinschaften des Vereins Wiener Sozialdienste
- Behinderten-Tagesstätte – GIN
- Behinderten-Wohngemeinschaft des Hauses der Barmherzigkeit HdB
- Personalwohnhauses des Wiener Krankenanstaltenverbundes[18]

## Persönlichkeiten
- Hanna Berger (1910–1962), Tänzerin, Choreografin, Pädagogin, Regisseurin, Theaterleiterin, Autorin und Nazigegnerin
- Johann Breitwieser (1891–1919), Serieneinbrecher
- Georg Danzer (1946–2007), Liedermacher
- Roman Gregory (* 1971), Musiker, Sänger (Alkbottle), Comedian und Moderator
- Gerhard Hanappi (1929–1980), Fußballspieler und Architekt
- Anton Krutisch (1921–1978), Heimatdichter und Humorist
- Sebastian Kurz (* 1986), Politiker (ÖVP), Bundeskanzler
- Leopoldine Kutzel, verheiratete Zehetgruber (1860–1935), Volkssängerin und Schauspielerin
- Hermann Leopoldi (1888–1959), Komponist, Kabarettist und Klavierhumorist
- Harald Leupold-Löwenthal (1926–2007), Psychoanalytiker
- Carl Lorens (1851–1909), Volkssänger, Volksdichter und Komponist von Wienerliedern
- Herwig Seeböck (1939–2011), Schauspieler, Regisseur und Kabarettist
- Toni Stricker (1930–2022), Komponist und Geiger
- Fritz Stüber-Gunther (1872–1922), Schriftsteller

## Städtepartnerschaften
- Gifu, seit 1994[19]